# Ad Deir

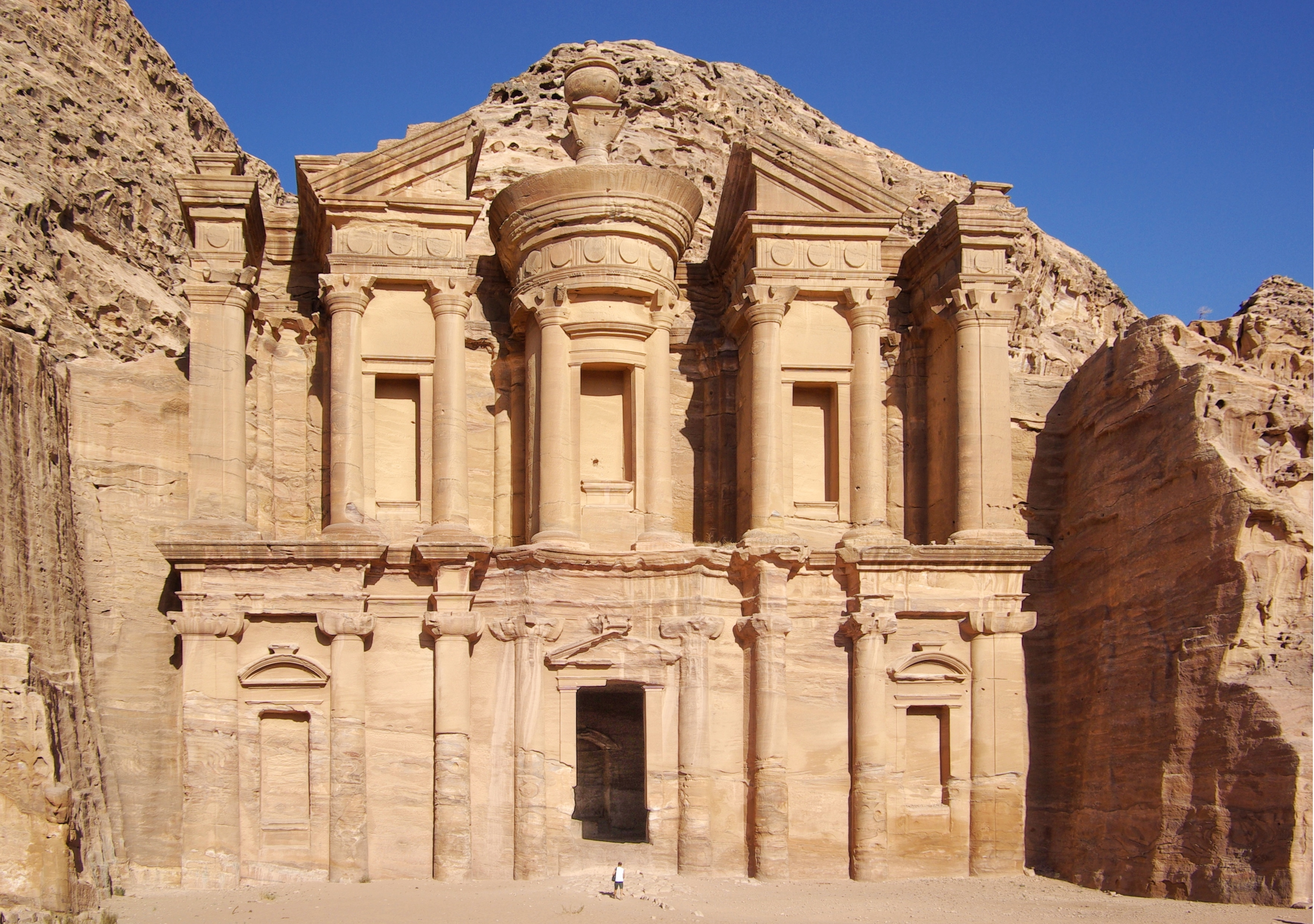
Ad Deir

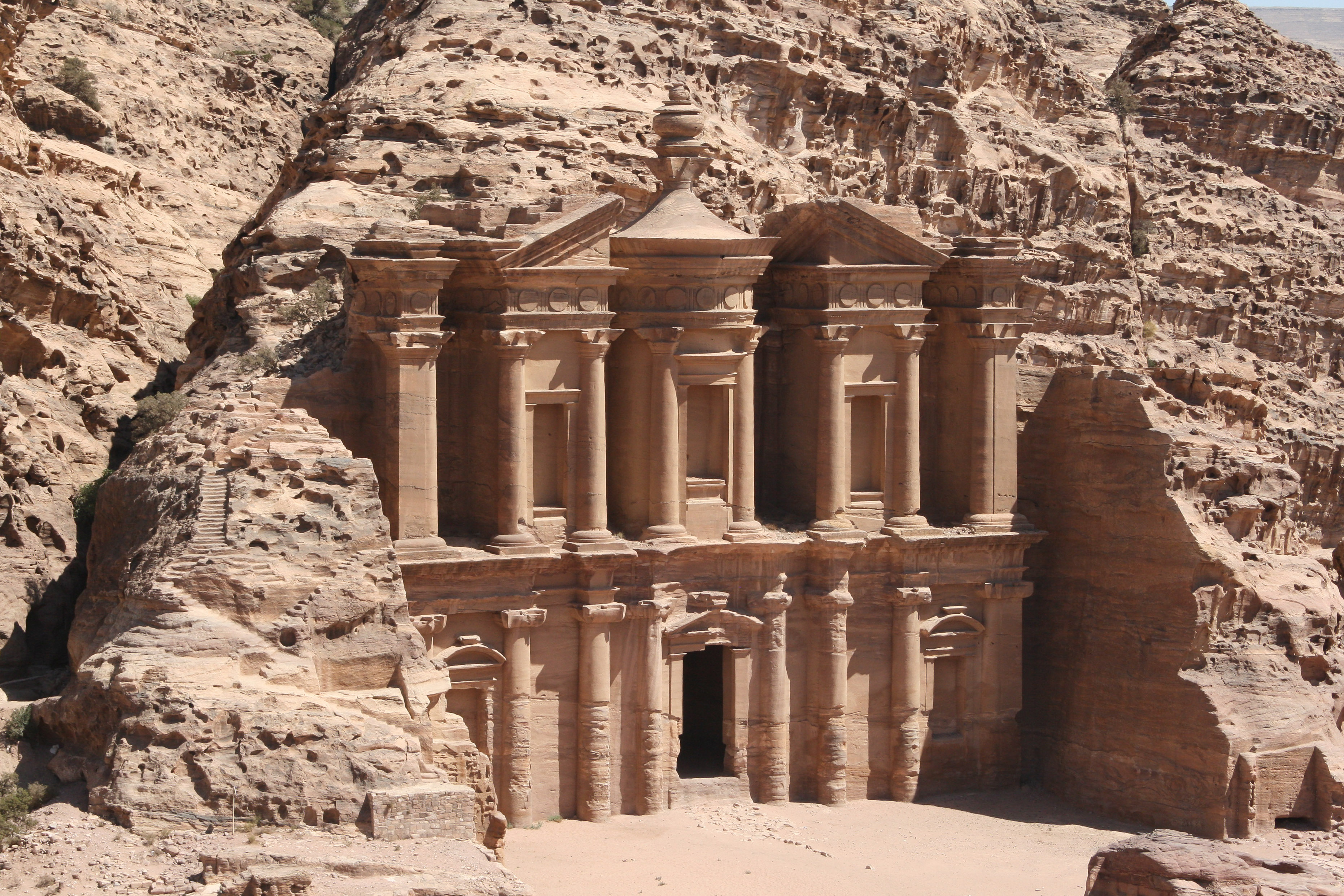
Blick von einem Hügel in der Nähe

Ad Deir (arabisch الدير, DMG ad-Dair ‚das Kloster‘) ist ein imposantes Felsgebäude aus Stein nahe der antiken jordanischen Stadt Petra. Das Monument wurde von den Nabatäern im 1. Jahrhundert gebaut und ist den Abmessungen nach 50 Meter breit und etwa 39 Meter hoch.

## Geschichte und mögliche Verwendung
Ad Deir wurde in der Mitte des 1. Jahrhunderts nach Christus erbaut und diente, anders als der heutige Name vermuten lässt, zu Beginn nicht als Kloster. Ad Deir war wohl als Grabanlage gedacht. 2004 wurden zwei von Geröll verschüttete Steinbänke entlang der Saalwände entdeckt. Diese lassen vermuten, dass Ad Deir als Mausoleum eines Herrschers gedient hat.
Eine Inschrift legt einen Bezug zum Kult des nabatäischen Königs Obodas I. nahe, der zu Beginn des 1. Jahrhunderts vor Christus regiert hatte, ohne dass der genaue Zusammenhang deutlich wird.

## Bauweise

Ansicht von 1934

Die Fassade ist als Basrelief aus dem Felsmassiv herausgearbeitet. Im Aufbau ist Ad Deir dem Bau des Schatzhauses Khazne al-Firaun in Petra vergleichbar. In beiden Fällen ist die oberste Etage als unterbrochener Giebel gestaltet, in dessen Zentrum eine Tholos steht, die von einer zehn Meter hohen Urne gekrönt wird. Im Innern der Anlage befindet sich eine Kammer, die 12,5 mal 10 Meter misst und eine Höhe von 15 Metern aufweist; sie ist über ein Tor zu betreten, das 8 Meter hoch ist. Die Rückwand der Kammer weist eine von zwei Treppen flankierte große Vertiefung auf; hier wurden vermutlich Rituale zelebriert. Nach Übernahme des Christentums im 4. Jahrhundert diente die Anlage als Kloster; daher stammt die heutige Bezeichnung.